# Lacistophanes hackeri
Lacistophanes hackeri är en fjärilsart som beskrevs av Turner 1947. Lacistophanes hackeri ingår i släktet Lacistophanes och familjen mätare. Inga underarter finns listade i Catalogue of Life.